# Leo Anchóriz
Leonardo de Anchóriz Fustel (Almería, 22 de septiembre de 1932 — Madrid, 17 de febrero de 1987) fue un actor, guionista y director artístico español.

## Biografía
Nació el 22 de septiembre de 1932 en Almería, España. Su verdadero nombre fue Leopoldo Anchóriz Fustel, pero en el cine siempre utilizó como nombre artístico "Leo Anchóriz", apareciendo en algunos créditos en inglés como "Leo Anchoris".
En 1965 se casó con María Callejón. Fue gran amigo de José María Forqué y Jaime de Armiñán, con quienes colaboró en varias películas, ya fuera como actor o como guionista.

## Filmografía
Se especializó en los spaghetti western rodados en Almería en los 60 y 70, y en películas péplum, pero también colaboró en varias películas y series españolas. Trabajó asimismo como guionista y director artístico.
Ha trabajado a las órdenes de directores como el citado José María Forqué, y los italianos Sergio Corbucci, Enzo Castellari, Franco Giraldi y Umberto Lenzi.
A lo largo de su carrera cinematográfica, ha compartido pantalla con Agustín González, María Asquerino, Marisol, Sara Montiel o Vittorio Gassman.

### Cine
| Año  | Título                            | Personaje                | Dirección                            |
| ---- | --------------------------------- | ------------------------ | ------------------------------------ |
| 1975 | Los locos del oro negro           | Sheriff                  | Enzo G. Castellari                   |
| 1975 | La mentira (cortometraje)         |                          | Roberto Fandiño                      |
| 1973 | Todos para uno, golpes para todos | Aramírez                 | Bruno Corbucci                       |
| 1972 | ¿Qué nos importa la revolución?   | Pablo Carrasco           | Sergio Corbucci                      |
| 1970 | O Cangaçeiro                      | Coronel Minas            | Giovanni Fago                        |
| 1969 | Los desesperados                  | Fraile                   | Julio Buchs                          |
| 1969 | Carola de día, Carola de noche    | Comisario                | Jaime de Armiñán                     |
| 1968 | Mátalos y vuelve                  | Deker                    | Enzo G. Castellari                   |
| 1968 | Llego, veo, disparo               | Garrito López            | Enzo G. Castellari                   |
| 1968 | Siete mujeres para los McGregor   | Maldonado                | Franco Giraldi                       |
| 1966 | Siete pistolas para los McGregor  | Santillana               | Franco Giraldi                       |
| 1966 | El escuadrón del pánico           |                          | Manuel Mur Oti                       |
| 1965 | La muerte viaja demasiado         | Gayton                   | José María Forqué                    |
| 1965 | El dedo en el gatillo             | Ed Bannister             | Sidney W. Pink                       |
| 1964 | Los piratas de Malasia            | Lord James Brook         | Umberto Lenzi                        |
| 1963 | Sandokán, el magnífico            | Lord Guillonk            | Umberto Lenzi                        |
| 1963 | Noches de Casablanca              | Lucien                   | Henri Decoin                         |
| 1963 | El juego de la verdad             | Manolo Segura            | José María Forqué                    |
| 1963 | Horror                            | Doctor Eggwell           | Julio Coll                           |
| 1963 | El valle de los hombres de piedra | Galenore                 | Alberto De Martino                   |
| 1963 | La cuarta ventana                 | Carlos                   | Julio Coll                           |
| 1962 | Marcha o muere                    | García                   | Frank Wisbar                         |
| 1962 | El balcón de la luna              | Rafael                   | Luis Saslavsky                       |
| 1962 | El gladiador invencible           | Rabirius primer ministro | Alberto De Martino y Antonio Momplet |
| 1962 | Milagro a los cobardes            | Eliecer                  | Manuel Mur Oti                       |
| 1959 | Duelo en la cañada                | Ramón                    | Manuel Mur Oti                       |
| 1958 | El inquilino                      | Inspector                | José Antonio Nieves Conde            |
| 1957 | El tigre de Chamberí              | Carlos                   | Pedro L. Ramírez                     |
| 1957 | Las muchachas de azul             | Carlos novo de Pilar     | Pedro Lazaga                         |

### Series de Televisión
| Año       | Título                | Personaje |
| --------- | --------------------- | --------- |
| 1977      | Teatro Club           | Stomil    |
| 1975      | A simple vista        | Anfitrión |
| 1975      | Cuentos y leyendas    | Estévez   |
| 1973-1974 | Novela                | Principe  |
| 1973-1974 | Ficciones             |           |
| 1971-1973 | Hora once             |           |
| 1971      | Las doce caras de Eva |           |
| 1971      | Teatro de siempre     |           |
| 1966-1967 | Tiempo y hora         |           |
| 1963-1964 | Confidencias          |           |

### Como guionista
- La petición (1976)
- Los fríos ojos del miedo (1971)
- La Lola dicen que no vive sola (1970)
- Carola de día, Carola de noche (1969)
- Vivir al sol (1965)

### Como director artístico
- No es nada, mamá, sólo un juego (1974)
- La cera virgen (1972)

- Datos: Q1818471